# Lijst van coaches van het Kiribatisch voetbalelftal (mannen)
Dit is een lijst van bondscoaches van het Kiribatisch voetbalelftal mannen.
| Naam            | Land van herkomst | Begin periode | Einde periode | Prijzen | Opmerkingen/Wijze van vertrek |
| --------------- | ----------------- | ------------- | ------------- | ------- | ----------------------------- |
| Pine Iosefa     | Kiribati          | 2011          | 2011          |         | [ 1 ] [ 2 ]                   |
| Kevin McGreskin | Schotland         | 2012          | 2012          |         | [ 3 ]                         |
| Jake Kewley     | Engeland          | 2015          | 2015          |         | [ 4 ]                         |